# Кушнір Валентина Іванівна
Валентина Іванівна Кушнір (нар. 27 травня 1939, тепер Російська Федерація) — українська радянська діячка, слюсар-складальник Вінницького заводу тракторних агрегатів імені XXV з'їзду КПРС. Депутат Верховної Ради УРСР 11-го скликання.

## Біографія
Освіта середня. Трудову діяльність розпочала в 1958 році.
З 1960 року — фрезерувальниця, з 1968 року — слюсар-складальник Вінницького заводу тракторних агрегатів імені XXV з'їзду КПРС Вінницької області.
Член КПРС з 1968 року.
Потім — на пенсії в місті Вінниці.

## Нагороди
- ордени
- медалі